# Station Kløfta
Station Kløfta is een station in Kløfta in fylke Viken  in  Noorwegen. Het eerste station  werd geopend in 1854. Het huidige stationsgebouw dateert uit 1998 en werd gebouwd in verband met de aanleg van Gardermobanen. Tot 2012 stopten er ook treinen van die lijn, zodat er kon worden overgestapt op Hovedbanen. Sinds 2012 stopt alleen de stoptrein van lijn L13 nog in Kløfta.